# پلاتاچی
پلاتاچی (به ایتالیایی: Plataci) یک کومونه در ایتالیا است که در استان کزنتزا واقع شده‌است. پلاتاچی ۵۲ کیلومتر مربع مساحت و ۸۷۶ نفر جمعیت دارد و ۹۹۸ متر بالاتر از سطح دریا واقع شده‌است.